# William Bechtel
Pour les articles homonymes, voir William Bechtel (espion) et Bechtel.
William Bechtel est un acteur américain né le 12 juin 1867 à Berlin (Allemagne), mort le 27 octobre 1930 à Hollywood (Californie).

## Filmographie
- 1910 : A Christmas Carol (en)
- 1911 : Turned to the Wall
- 1911 : Josh and Cindy's Wedding Trip
- 1911 : The Baby of the Boarding House
- 1911 : How the Hungry Man Was Fed
- 1911 : The Inheritance
- 1911 : The Wager and the Wage Earners
- 1911 : A Thoroughbred
- 1911 : The Unfinished Letter
- 1911 : The Adventures of a Baby
- 1911 : Friday the 13th
- 1911 : The Question Mark
- 1911 : The Three Musketeers: Part 1 : King Louis XIII
- 1911 : The Three Musketeers: Part 2 : King Louis XIII
- 1911 : Through Darkened Vales (en) de D. W. Griffith : Office Technician
- 1911 : Resourceful Lovers : Old Chemist
- 1911 : Abe Gets Even with Father : Mr. Cohen, Abe's Father
- 1911 : Caught with the Goods : In Vice Committee
- 1912 : The Baby and the Stork : Assisting Doctor
- 1912 : Who Got the Reward
- 1912 : For His Son de D. W. Griffith : In Office
- 1912 : A Heroic Rescue
- 1912 : The Yarn of the Nancy Belle
- 1912 : The Mine on the Yukon
- 1912 : Two Knights in a Barroom
- 1912 : The Butler and the Maid
- 1912 : A Western Prince Charming
- 1912 : A Man in the Making
- 1912 : Apple Pies
- 1912 : The Father
- 1912 : The Grouch
- 1912 : Mr. Pickwick's Predicament
- 1912 : Alone in New York
- 1912 : Aladdin Up-to-Date
- 1912 : The Girl from the Country
- 1912 : The Green-Eyed Monster
- 1912 : The Widow's Second Marriage
- 1912 : The Affair at Raynor's
- 1912 : Sally Ann's Strategy
- 1912 : When Joey Was on Time
- 1912 : What Katie Did
- 1913 : The Island of Perversity
- 1913 : A Cause for Thankfulness
- 1913 : Bragg's New Suit
- 1913 : It Is Never Too Late to Mend
- 1913 : A Perilous Cargo
- 1913 : The Phantom Ship
- 1913 : Confidence
- 1913 : All on Account of a Transfer : A German Passer-by
- 1913 : A Letter to Uncle Sam
- 1913 : Jan Vedder's Daughter
- 1913 : The Long and Short of It
- 1913 : A Reluctant Cinderella
- 1913 : Beau Brummel and His Bride
- 1913 : He Would Fix Things
- 1913 : Circumstances Make Heroes
- 1913 : The Embarrassment of Riches
- 1913 : Mr. Toots' Tooth
- 1913 : Why Girls Leave Home
- 1913 : The Widow's Suitors
- 1913 : Bill's Career as Butler
- 1913 : The Manicure Girl
- 1914 : The Unopened Letter
- 1914 : The Song of Solomon
- 1914 : Shorty
- 1914 : The Necklace of Rameses
- 1914 : How Bobby Called Her Bluff
- 1914 : The Man of Destiny
- 1914 : All for His Sake
- 1914 : The Double Shadow
- 1914 : Her Spanish Cousins
- 1914 : The Stuff That Dreams Are Made Of
- 1914 : Miss Tomboy and Freckles
- 1914 : The Flirt
- 1915 : Their Happy Little Home
- 1915 : The Portrait in the Attic
- 1915 : Tracked by the Hounds
- 1915 : Suspicious Characters : Mr. Ebstein
- 1915 : The Glory of Clementina
- 1915 : In Spite of All : DeGranville
- 1915 : Whose Husband?
- 1915 : Out of the Ruins
- 1915 : The Woman Next Door
- 1915 : The House of Fear : Undetermined Role
- 1916 : The Sphinx (en) de John G. Adolfi : Monsieur Valentine
- 1916 : One Day : Prime Minister
- 1916 : Her Husband's Wife
- 1918 : Her Boy : Oscar Schultz
- 1918 : The Service Star : Finkelstein
- 1918 : Ashes of Love
- 1919 : Love in a Hurry : John Murr
- 1919 : The Echo of Youth : Thomas Donald
- 1919 : The Gray Towers Mystery : Undetermined Role
- 1919 : The Vengeance of Durand : Armand La Farge
- 1919 : The Chosen Path : Fred Willis
- 1919 : The Lurking Peril : Dr Bates
- 1920 : A Child for Sale
- 1921 : Idle Hands : Commissioner Deering
- 1924 : Meddling Women (en) de Ivan Abramson : Dr Giani
- 1929 : The Jazz Age : Mr. Sayles
- 1929 : Le Figurant (Spite Marriage) : Nussbaum
- 1930 : The Social Lion : Schultz
- 1930 : Die Sehnsucht jeder Frau : Der Pfarrer
- 1930 : Half Shot at Sunrise de Paul Sloane: Restaurant patron